# Zhiying Zeng
Zhiying Zeng (Chinees: 曾志英; 17 juli 1966, Henan, China) is een in China geboren Chileens tafeltennisspeelster. Ze staat ook bekend onder de naam Tania Zeng. Zeng is de achternaam.
Ze kwalificeerde zich als 57-jarige via het OKT Pan-Amerika 2024 voor de Olympische Zomerspelen 2024.